# Paula Doenges

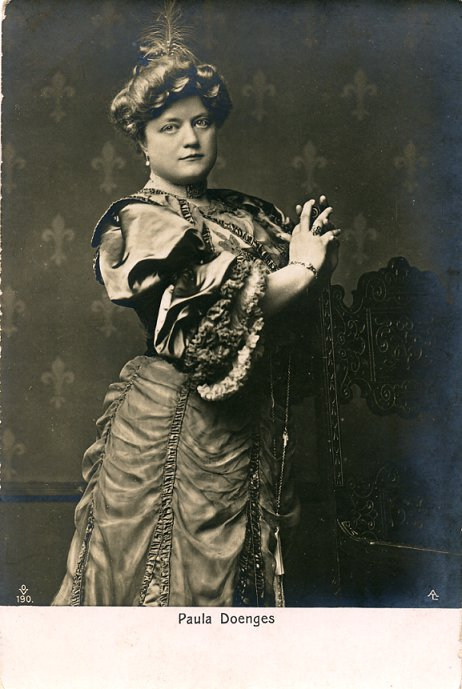
Paula Doenges

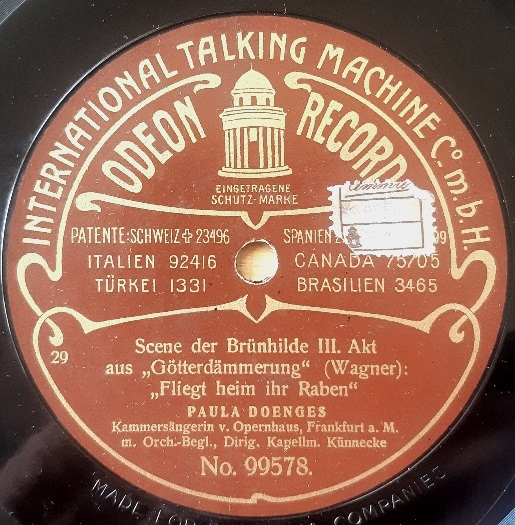
Schallplatte von Paula Doenges (Berlin 1910)

Paula Doenges, auch Paula Dönges, (17. März 1874 in Leipzig – 15. Juni 1931 in Langebrück bei Dresden) war eine deutsche Opernsängerin (Sopran).

## Leben
Doenges, die Tochter eines Schuldirektors, wurde von diesem bereits mit fünf Jahren „entdeckt“, als er sie singen hörte. Er hatte auch nicht dagegen, dass sie sich schon als Schulmädchen entschloss, Sängerin zu werden. Nachdem sie fachmännischen Unterricht bei Friedrich Rebling und August Prost, Regisseur des Stadttheaters, genommen hatte, gelang es ihr sogleich, in Leipzig zu debütieren, wo sie als Agathe 1891 ihr Engagement antrat. Dort blieb sie bis 1908, obwohl sie u. a. Bernhard Pollini fürs Hamburger Stadttheater verpflichten wollte.
In Leipzig kreierte sie am 11. November 1906 in der Uraufführung der Oper Strandrecht (The Wreckers) von Ethel Smyth die Thirza. 1906 gastierte sie an der Oper in Frankfurt am Main und wurde ab 1908 dorthin als dramatische Sopranistin engagiert. Bis 1913 blieb sie dort und arbeitete anschließend gastierend.
Ihre Stärke lag vor allem in den dramatischen Partien Wagners. So sang sie u. a. die Brünnhilde im Ring des Nibelungen, die Isolde im Tristan, aber auch die Leonore im Fidelio, die Gräfin in Figaros Hochzeit, die Rezia im Oberon von Weber, die Santuzza in Cavalleria rusticana und die Katharina in Der Widerspenstigen Zähmung. Sie trug zudem den Titel einer fürstlich reußischen Kammersängerin.
Ihre Stimme ist auf einer einzigen Odeon-Platte erhalten (Berlin, 1910).